# Старое Вечканово
Старое Вечканово — село в Исаклинском районе Самарской области. Административный центр сельского поселения Старое Вечканово.

## География
Находится на расстоянии примерно 12 километров по прямой на востоко-юго-восток от районного центра села Исаклы.

## История
Упоминается с 1760 года по случаю постройки церкви. В 1859 году учтено 176 дворов и 1468 жителей. В советское время работал колхоз им. Менжинского.

## Население
Постоянное население составляло 379 человек (мордва-эрзя 79 %) как в 2002 году, 307 в 2010 году. Мордовское население относится к эрзя.

## Фотогалерея

Этно-экспедицичное исследование и поездка в Россию Вяйсянена. Автор фото: Вяйсянен А. О., 1914 год
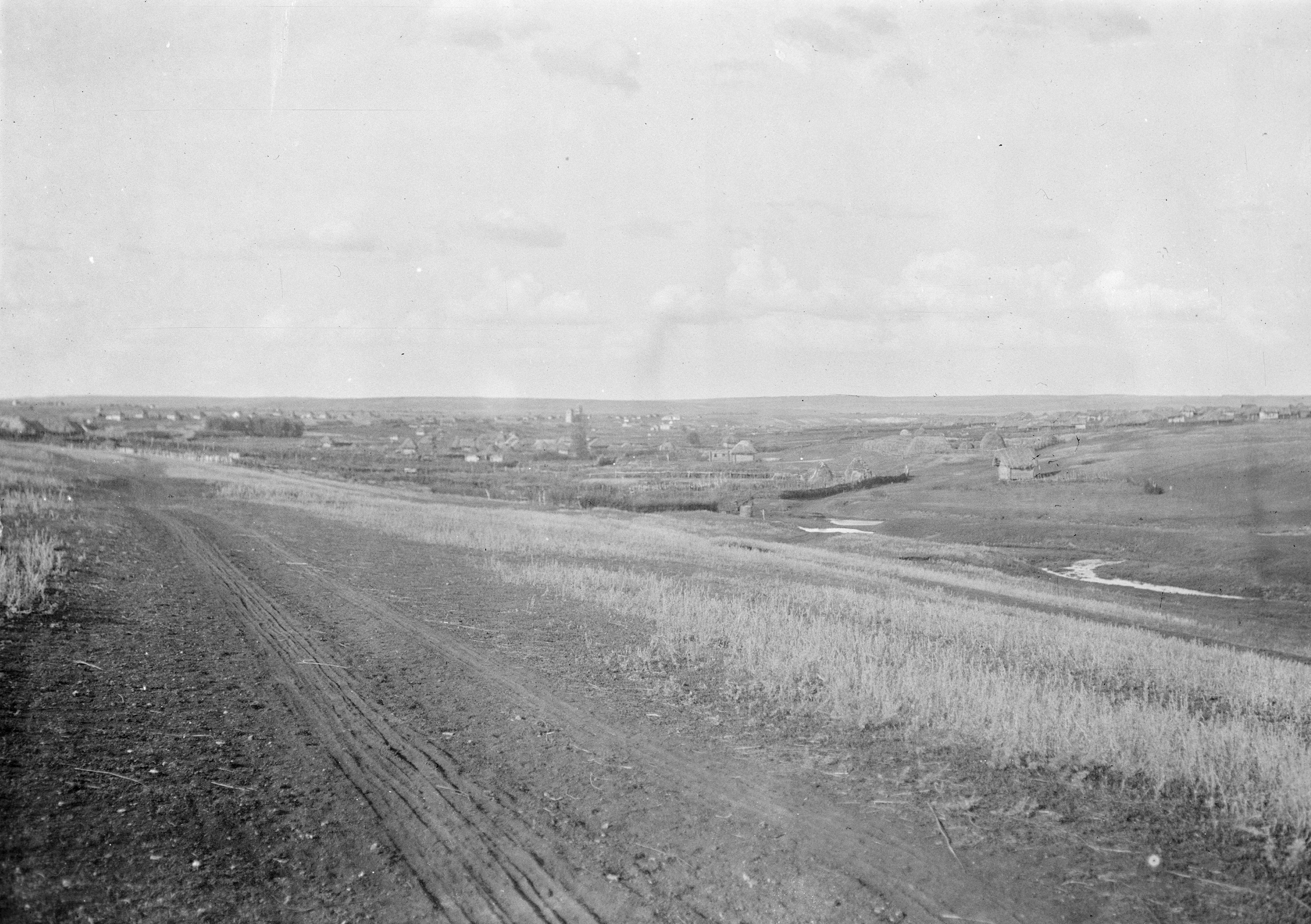
Пейзаж деревни с «Атянь озкс» («Atá asksto»).
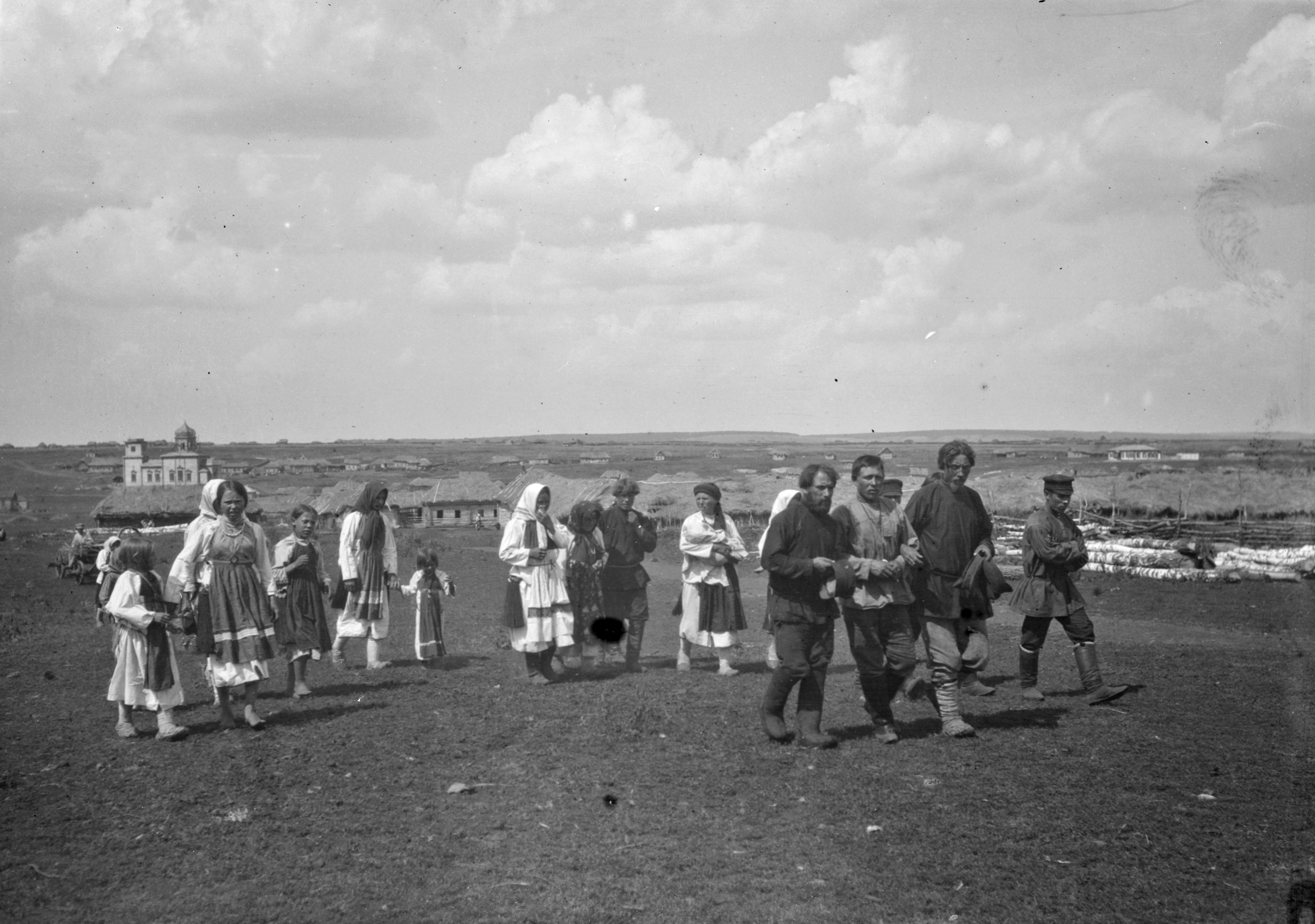
Проводы на Первую мировую войну.
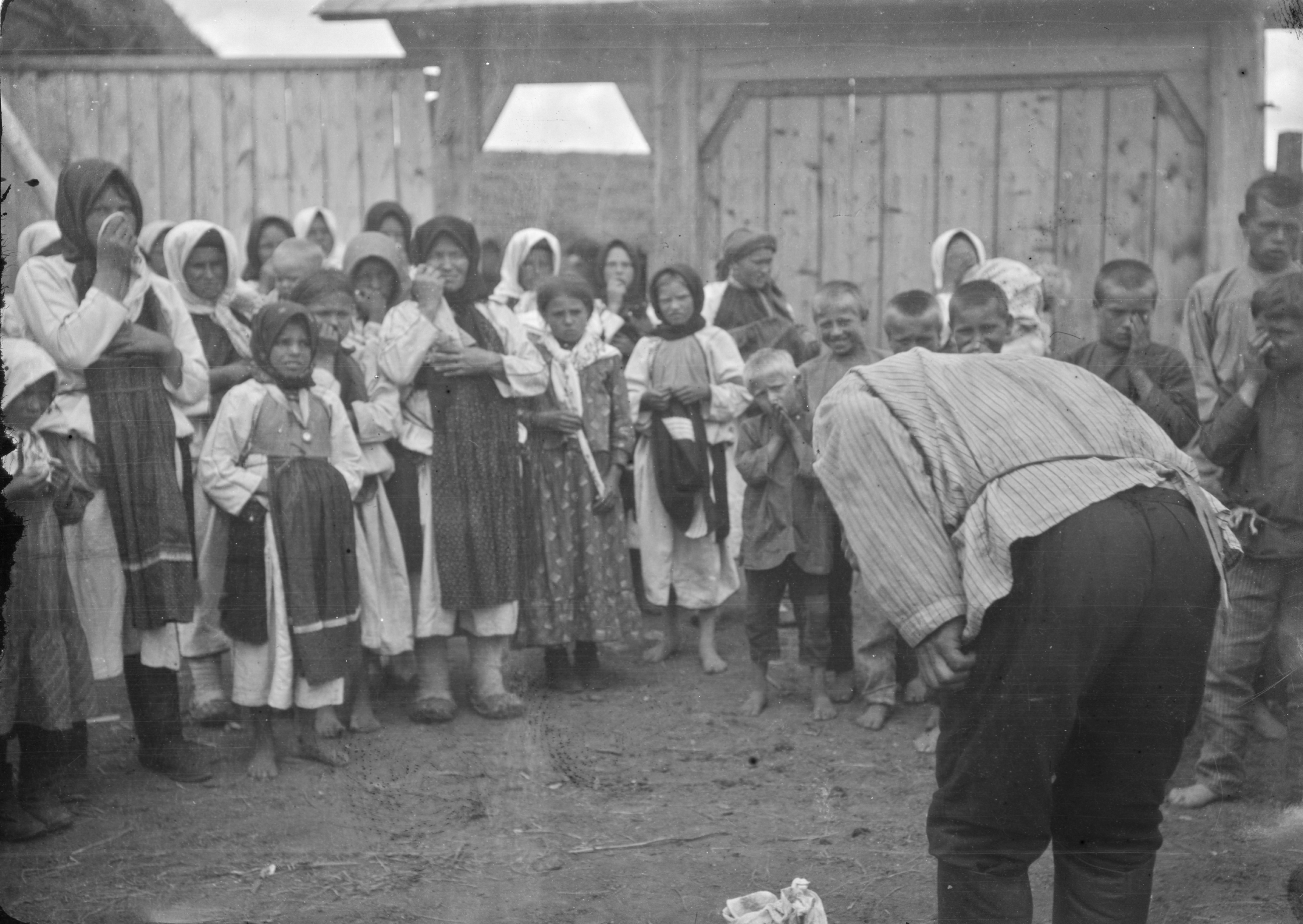
Солдат Андрей кланяется своему дому и семье, крестится. Проводы на войну.
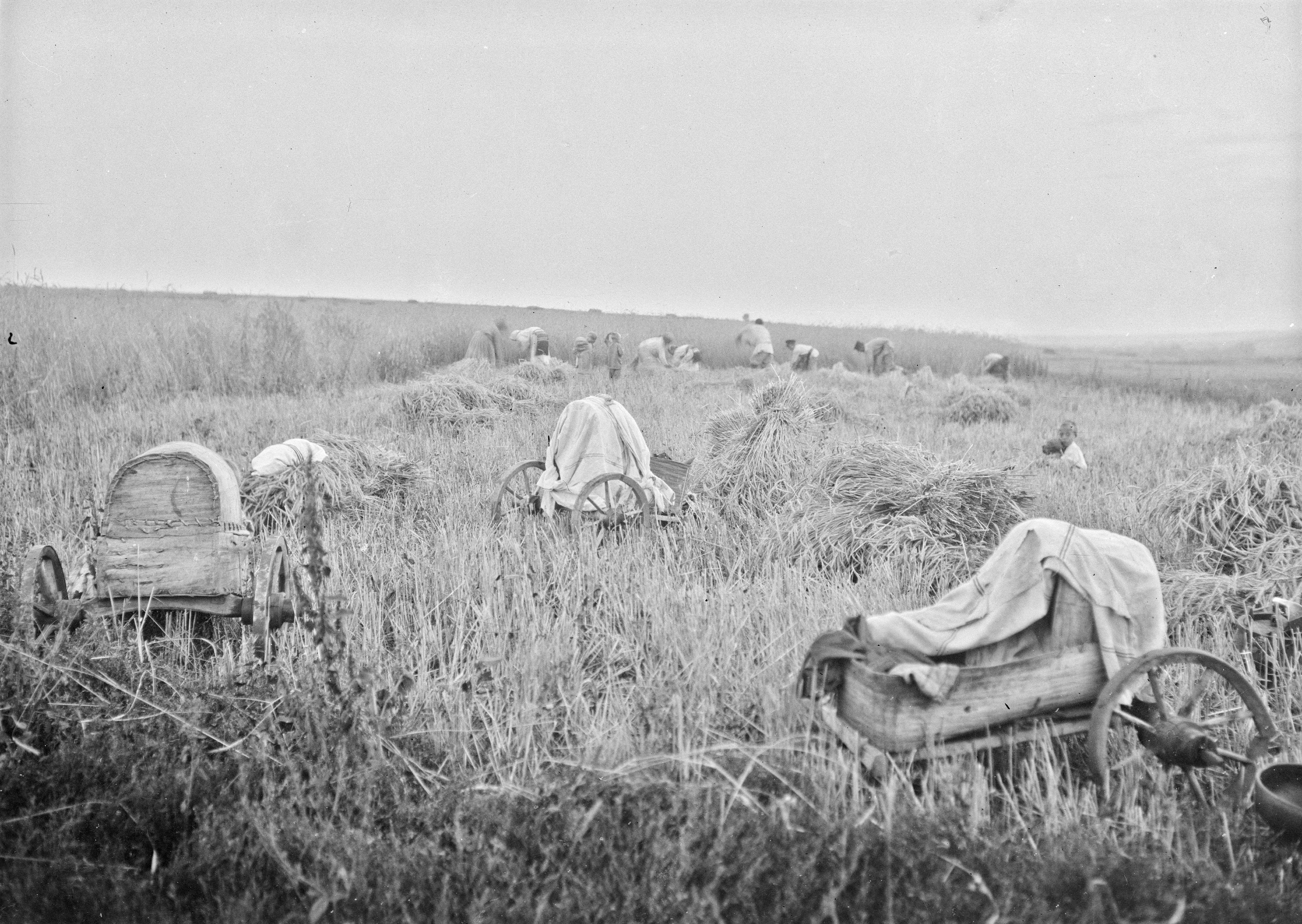
По дороге в Исаклы. Ржаное поле
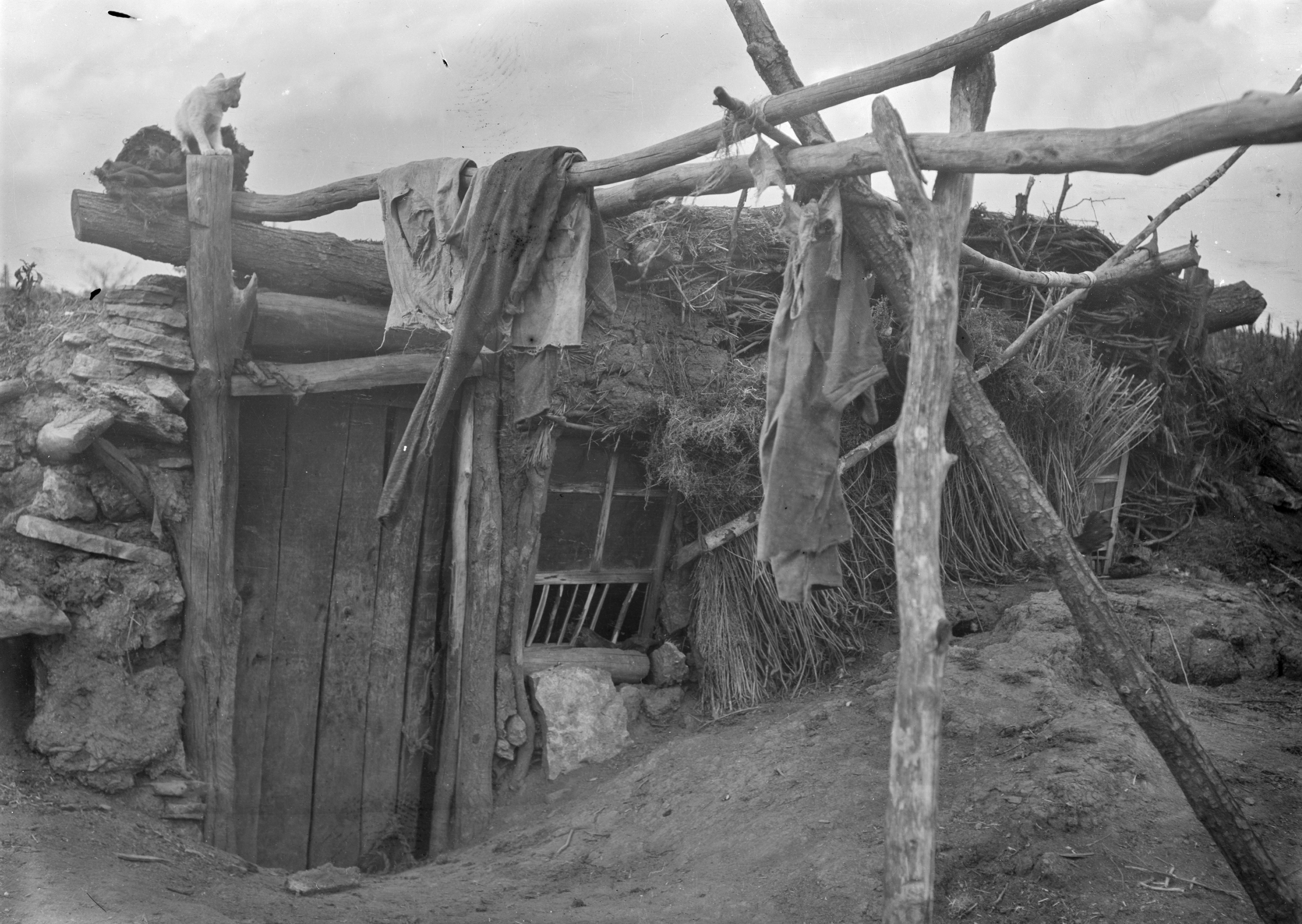
Отдельно стоящая землянка. Потолок в уровень с землей.
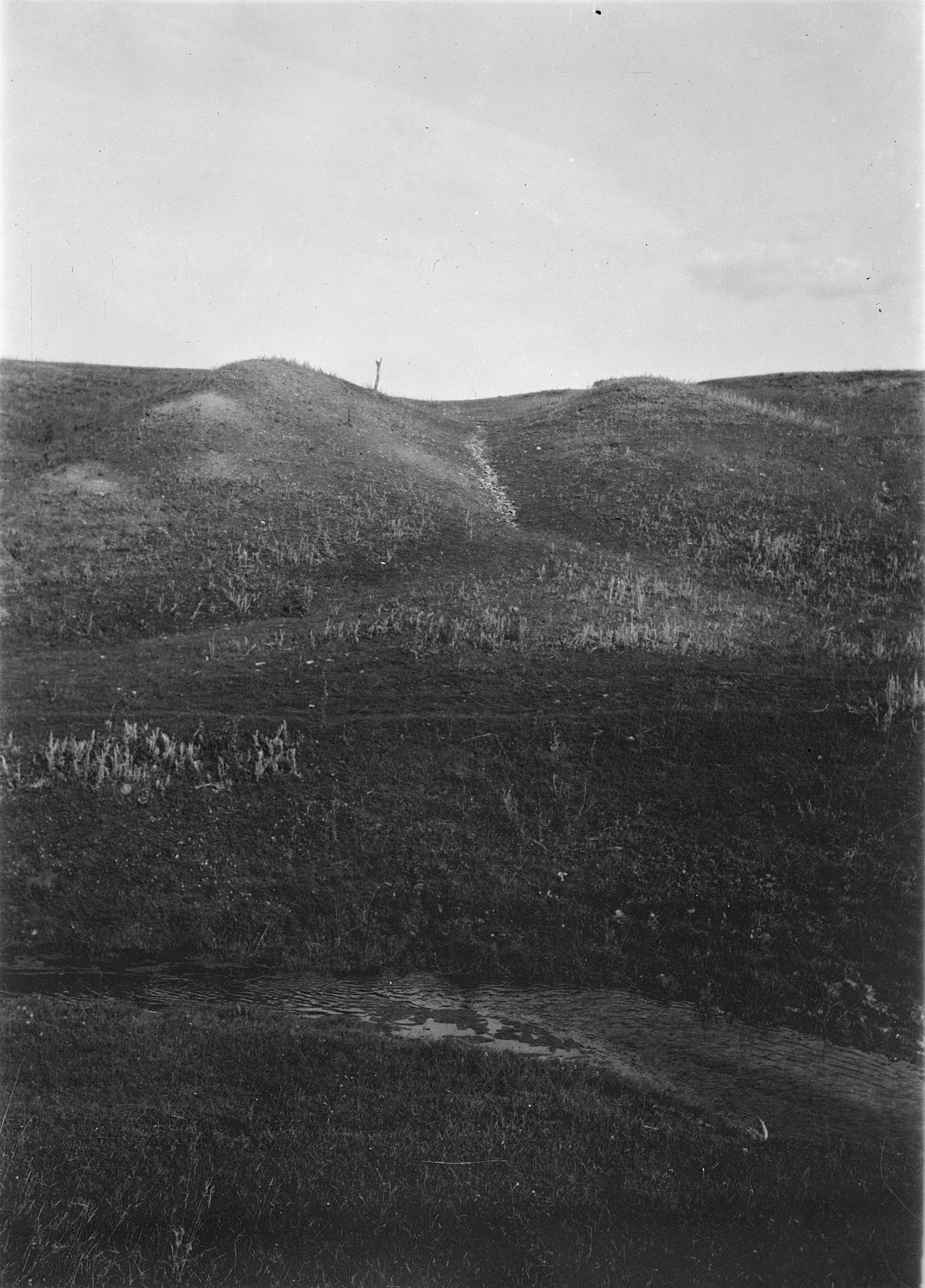
Место моления «Атянь озкс» («At'a osks»), старинная жертвенная площадка сверху. Внизу река, слева источник.